# The Inheritance (película de 2007)
The Inheritance (La Herencia en España) es una película película de carretera británica de 2007 con un micro-presupuesto, que narra la historia de dos hermanos escoceses en una oscura búsqueda para encontrar la herencia de su difunto padre.
The Inheritance está protagonizada por  Tom Hardy, Fraser Sivewright, Imogen Toner y Tim Barrow. Barrow también se desempeñó como guionista de la película.

## Sinopsis
Los hermanos David y Fraser se conocen en el funeral de su padre. David ha llegado desde Londres, Fraser vive en el pueblo donde creció. En el taller de su padre, descubren una nota que les indica que busquen su herencia ubicada en algún lugar de la Isla de Skye. Partieron en su camioneta VW encontrando conflictos, comedia y recuerdos, confrontando su pasado y entre ellos.

## Personajes
- Tom Hardy es Padre
- Fraser Sivewright es Fraser
- Tim Barrow es David
- Imogen Toner es Tara
- Sharon Sheehan es Patricia